# Johann Kiefer (Politiker)
Johann Kiefer (* 6. November 1914 in Mettnich; † nach 1961) war ein deutscher Politiker (CDU).
Nach der Volksschule besuchte Kiefer von 1930 bis 1933 eine landwirtschaftliche Berufsschule und arbeitete anschließend im landwirtschaftlichen Betrieb der Eltern. 1936 wurde er zum Wehrdienst einberufen und 1939 zum Kriegsdienst an der Front. Er wurde drei Mal verwundet und geriet schließlich in amerikanische Kriegsgefangenschaft, aus der er im Juli 1945 entlassen wurde. Anschließend übernahm er einen landwirtschaftlichen Betrieb in Primstal. Er wurde Primstaler Ortsvorsitzender des Saarländischen Bauernvereins und später deren Kreisvorsitzender im Landkreis St. Wendel.
Im Jahr 1949 wurde er zum Bürgermeister von Primstal gewählt. 1955 trat er dem neu gegründeten CDU-Ortsverbands Primstal bei und war Delegierter bei der Gründungsversammlung der CDU Saar. In demselben Jahr wurde er in den Landtag des Saarlandes gewählt. Er war dort Vorsitzender des Ausschusses für Ernährung, Landwirtschaft und Jagd, Schriftführer des Ausschusses für innere Verwaltung und Kommunalpolitik sowie Mitglied im Ausschuss für Rechtsfragen. 1961 schied er aus dem Parlament aus.